# Macuspana
Macuspana – miasto w Meksyku w stanie Tabasco. Miasto leży o około 45 km na południowy wschód od stolicy stanu Villahermosa, w miejscu gdzie rzeka Puxcatán, będącego dopływem Usumacinty, tworzy malownicze meandry. Z liczbą ponad 30 tys. osób jest czwartym co do wielkości miastem stanu Tabasco. Miasto jest siedzibą władz gminy Macuspana, powstałej dekretem stanu Tabasco 4 października 1883.